# Tove Lo
Tove Ebba Elsa Nilsson (sinh ngày 29 tháng 10 năm 1987), được biết tới với nghệ danh Tove Lo, là một ca sĩ, nhạc sĩ người Thuỵ Điển, trở nên nổi tiếng sau khi ra mắt single "Habits", năm 2013 và bản remix " Stay High", kết hợp cùng nhà sản xuất âm nhạc Hippie Sabotage.
Tháng ba năm 2014, cô ra mắt EP đầu tay với tựa đề "Truth Serum".